# Les Noëls de ma vie
Pour plus de détails, voir Fiche technique et Distribution.
Les Noëls de ma vie (Every Day is Christmas) est un téléfilm de Noël américain réalisé par David Weaver, produit par Lifetime et diffusé le 24 novembre 2018 sur la chaine Lifetime,.
Il est diffusé le 3 janvier 2019 sur M6 à 14h10,.

## Synopsis
Depuis la mort de ses parents, Alexis Taylor est une jeune femme qui adore trop son travail, le privilégiant à sa vie privée. Mais un jour, son passé, son présent et son futur vont venir lui rendre visite, afin d’améliorer sa vie. Y parviendront-ils,, ?

## Distribution
- Toni Braxton : Alexis Taylor
- Michael Jai White : Justin
- Gloria Reuben : Lydia Taylor
- Towanda Braxton : Shauna
- Jesse C. Boyd : Jim Sterling